# Altlengbach
Altlengbach är en ort och kommun  i Österrike. Den ligger i distriktet Sankt Pölten-Land i förbundslandet Niederösterreich, 30 kilometer väster om huvudstaden Wien.
Kommunen består av 26 orter (Ortschaften) (inom parentes invånarantal 1 januari 2024):

- Altlengbach (1 146)
- Audorf (49)
- Außerfurth (116)
- Gottleitsberg (13)
- Großenberg (20)
- Gschaid (71)
- Haagen (13)
- Hart (61)
- Hocheichberg (63)
- Höfer (10)
- Innerfurth (60)
- Kienberg (27)
- Kleinberg (13)
- Kogl (22)
- Leitsberg (119)
- Lengbachl (201)
- Linden (79)
- Maiß (212)
- Manzing (6)
- Nest (42)
- Pamet (4)
- Schoderleh (82)
- Steinhäusl (543)
- Unterthurm (209)
- Öd (8)
- Ödengraben (34)